# Apium repens
Apium repens é uma espécie de planta com flor pertencente à família Apiaceae. 
A autoridade científica da espécie é (Jacq.) Lag., tendo sido publicada em Amenidades Naturales de las Españas 1(2): 101. 1821.

## Portugal
Trata-se de uma espécie presente no território português, nomeadamente em Portugal Continental.
Em termos de naturalidade é nativa da região atrás indicada.

## Protecção
Encontra-se protegida por legislação portuguesa ou da Comunidade Europeia, nomeadamente pelo Anexo II e IV da Directiva Habitats.